# Сточек (гміна)
Гміна Сточек (пол. Gmina Stoczek) — сільська гміна у центральній Польщі. Належить до Венґровського повіту Мазовецького воєводства.
Станом на 31 грудня 2011 у гміні проживало 5248 осіб.

## Площа
Згідно з даними за 2007 рік площа гміни становила 144.31 км², у тому числі:
- орні землі: 57.00%
- ліси: 38.00%

Таким чином, площа гміни становить 11.84% площі повіту.

## Населення
Станом на 31 грудня 2011:
| Опис     | Загалом | Загалом | Чоловіки | Чоловіки | Жінки | Жінки |
| -------- | ------- | ------- | -------- | -------- | ----- | ----- |
| одиниця  | осіб    | %       | осіб     | %        | осіб  | %     |
| все      | 5248    | 100     | 2655     | 50.59    | 2593  | 49.41 |
| міське   | 0       | 100     | 0        |          | 0     |       |
| сільське | 5248    | 100     | 2655     | 50.59    | 2593  | 49.41 |

## Сусідні гміни
Гміна Сточек межує з такими гмінами: Коритниця, Косув-Ляцький, Лів, Лохув, Медзна, Садовне.